# بيلا بكيسي
بيلا بكيسي (1875 – 6 يوليو 1916) هو مبارز بالسيف مجري راحل، مثّل بلاده في الألعاب الأولمبية الصيفية 1912.

## روابط خارجية
بيلا بكيسي على موقع اللجنة الأولمبية الدولية (الإنجليزية)
- بيلا بكيسي على موقع أوليمبيديا (الإنجليزية)
- بيلا بكيسي على موقع اللجنة الأولمبية المجرية (الهنغارية)